# Pălărie asiatică conică

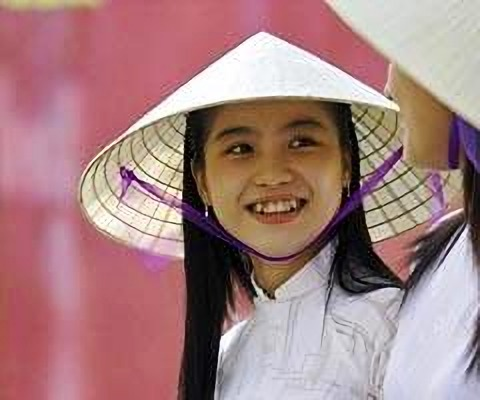
Nón lá vietnamez

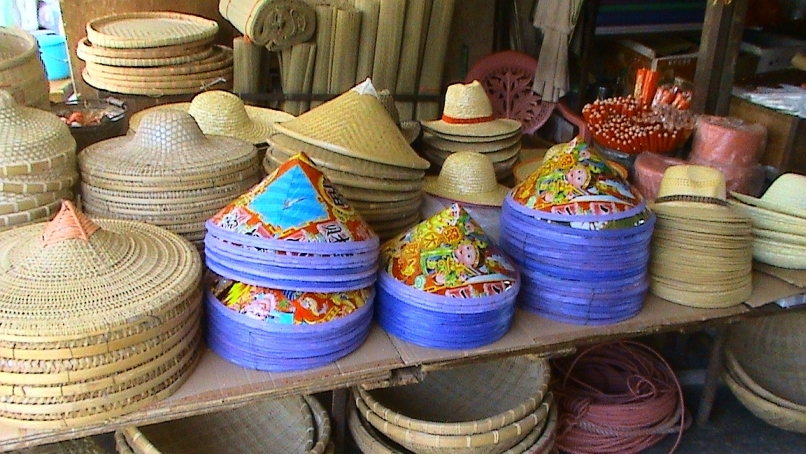
Pălării asiatice conice în Hainan, China

Pălărie asiatică conică este o coifură tradițională asiatică, care este larg răspândită, în special, în Vietnam. Nón lá trece drept ca un simbol pentru Vietnam.
Ea este alcătuită în principal din paie de orez sau frunze de palmier și fixată pe cap printr-o bandă de stofă care trece pe sub bărbie. Acesta servește în principal ca protecție împotriva ploii și a luminii puternice a soarelui. 